# Gettnau
Gettnau is een plaats in het Zwitserse kanton Luzern en telt 964 inwoners.

## Geschiedenis
Gettnau maakte deel uit van het district Willisau tot dit in 2007 werd opgeheven. Op 1 januari 2021 ging de gemeente op in de gemeente Willisau.

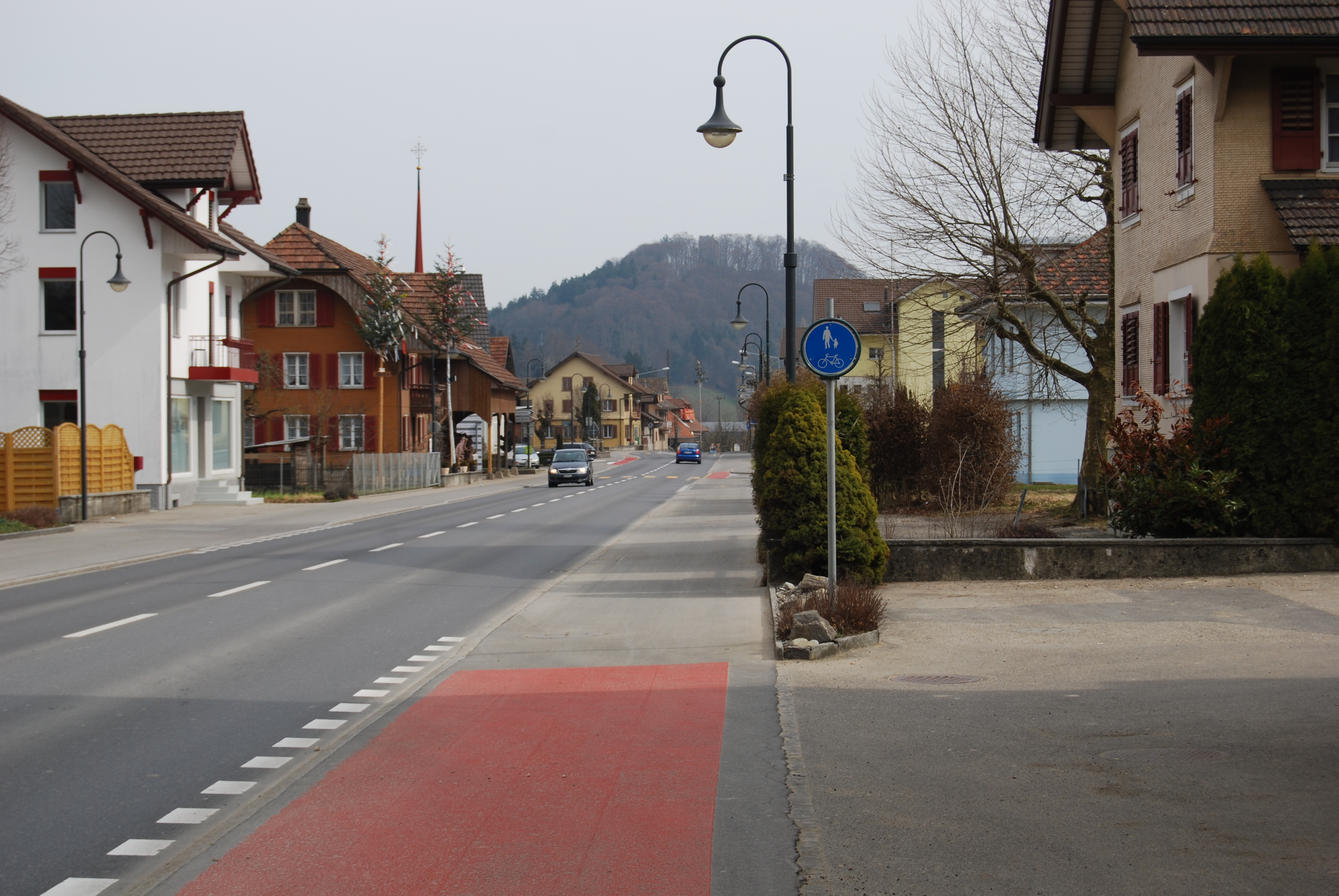
Gettnau